# Toulon-sur-Allier
 Toulon-sur-Allier  es una población y comuna francesa, situada en la región de Auvernia, departamento de Allier, en el distrito de Moulins y cantón de Moulins-Sud.

## Demografía
| 744 | 694 | 661 | 1112 | 1115 | 1080 |
| Para los censos de 1962 a 1999 la población legal corresponde a la población sin duplicidades (Fuente: INSEE [Consultar]) |     |     |      |      |      |